# 塞穆瓦耶
塞穆瓦耶（法語：Sermoyer，法語發音：[sɛʁmwaje]）是法国东部安省的一个市镇，属于布雷斯地区布尔格区。

## 地理
塞穆瓦耶（46°29'59"N, 4°58'51"E）面积16.7 平方千米，位于法国奥弗涅-罗讷-阿尔卑斯大区安省，该省份为法国东部省份，北起汝拉省，西北接索恩-卢瓦尔省，西接罗讷省和里昂大都会，南至伊泽尔省，东与萨瓦省、上萨瓦省和瑞士接壤。
与塞穆瓦耶接壤的市镇（或旧市镇、城区）包括：阿尔比尼、韦斯库尔、法尔日莱马孔、拉特内勒、罗姆奈、拉特吕谢尔、勒维拉尔。
塞穆瓦耶的时区为UTC+01:00、UTC+02:00（夏令时）。

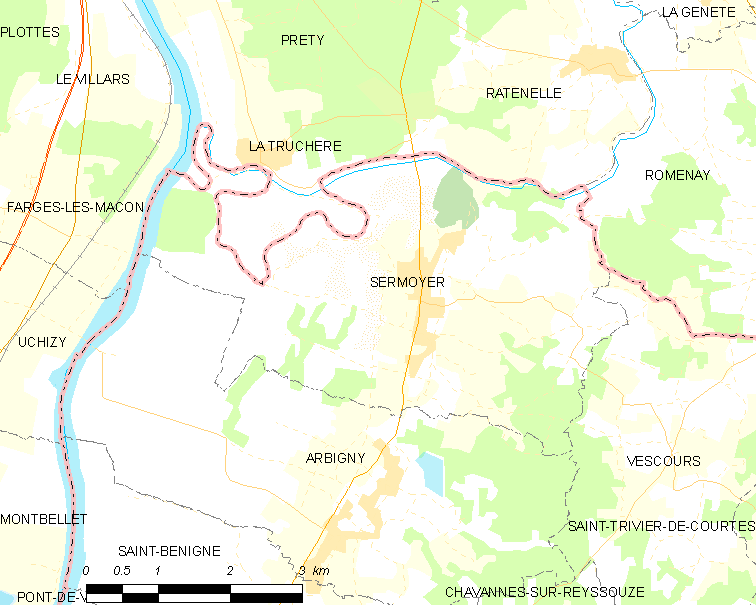
塞穆瓦耶的OSM定位图

## 行政
塞穆瓦耶的邮政编码为01190，INSEE市镇编码为01402。

## 政治
塞穆瓦耶所属的省级选区为勒普隆日县。

## 人口

1962-2008年间塞穆瓦耶人口变化图示

塞穆瓦耶于2022年1月1日时的人口数量为659人。